# Historie provincií v Číně

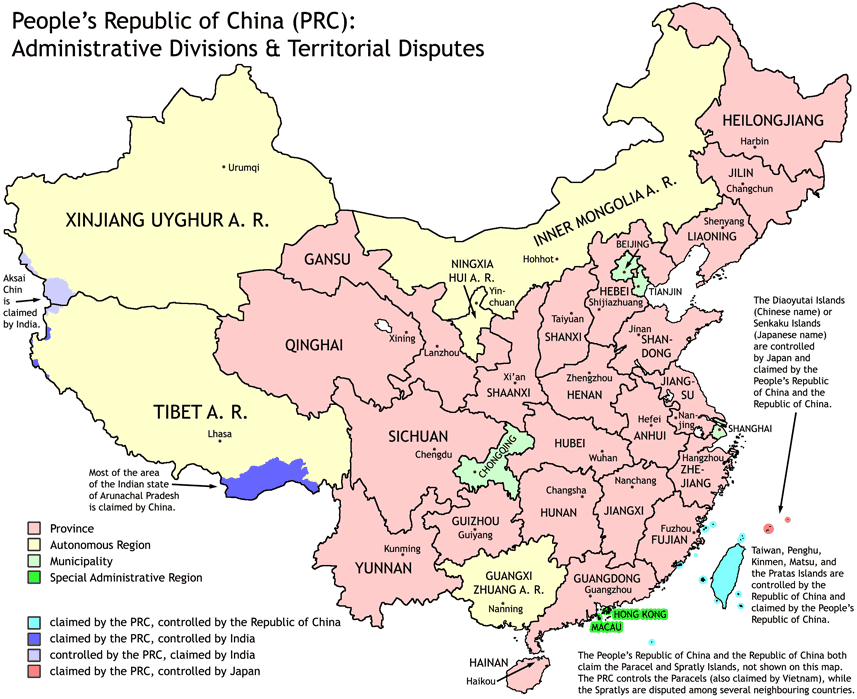
Členění Čínské lidové republiky na provinční úrovni. Provincie vyznačeny růžově

Provincie (čínsky v českém přepisu šeng, pchin-jinem shěng, znaky 省) je označení pro správní jednotku v Čínské lidové republice a některých předešlých čínských státech. V Číně provincie vznikly ve 13. století, v říši Jüan, jako regionální správní útvary nejvyšší úrovně. V následujících říších Ming a Čching byly jejich hranice měněny a postupně se blížily k dnešnímu stavu. V systému členění Čínské lidové republiky patří mezi správní jednotky první (neboli provinční) úrovně, vedle autonomních oblastí, přímo spravovaných měst a zvláštních správních oblastí.

## Provincie říše Jüan
Dělení Číny na provincie poprvé zavedla mongolská vláda říše Jüan. Východní část severní Číny spravovala přímo ústřední vláda, zbytek říše (Čínu, Mongolsko a Koreu) rozdělila na 11 regionů zvaných sing-šeng (行省). Spravovány byly regionálními zastupitelstvími ústředního sekretariátu (sing čung-šu-šeng, 行中書省). Jejich hranice však byly podstatně odlišné od pozdějších provincií. 
V říši Jüan existovaly provincie Kan-su (kromě dnešní provincie Kan-su zahrnovala i Ning-sia), Che-nan-ťiang-pej (dnešní Che-nan, severní Chu-pej, severní Ťiang-su, severní An-chuej), Chu-kuang (dnešní Chu-nan, západní Kuang-tung, Kuang-si, Kuej-čou a Chaj-nan), Ťiang-si (včetně východního Kuang-tungu), Ťiang-če (dnešní Če-ťiang, jižní Ťiang-su, jižní An-chuej, Fu-ťien), Liao-jang (Mandžusko), Ling-pej (dnešní Mongolsko a sever Vnitřního Mongolska), Šen-si, S’-čchuan (východní a střední S’-čchuan), Jün-nan a zvláštní postavení měla Korea (jako oblast Čen-tung).
Provincie se dělily na obvody tao (道, na vyšší úrovni) a fiskální oblasti lu (路, na nižší úrovni), které se skládaly z krajů čou, speciálních krajů ťün, prefektur fu a výrobních prefektur ťien.

## Provincie říše Ming

Členění říše Ming

Jüanské Mongoly z Číny vyhnaly armády říše Ming. Správa říše Ming byla také založena na rozdělení země do provincií (šeng, 省). Od konce 20. let 15. století se jejich počet ustálil na třinácti. Z dělení říše na provincie bylo vyjmuto metropolitní území (Č’-li) kolem hlavního města Pekingu, které přímo podléhalo ústřední vládě, a analogicky široké okolí Nankingu (Nan č’-li) spravovaly tamní úřady, jejichž struktura odpovídala ne provinční, ale centrální vládě. 
V mingské Číně existovaly od roku 1368 metropolitní oblast Č’-li (okolí Nankingu) a provincie Če-ťiang, Ťiang-si, Chu-kuang, Fu-ťien, Kuang-tung, Kuang-si, Che-nan, Šan-tung, Šan-si a Pej-pching (roku 1403 reorganizovaná v severní metropolitní oblast – Pej č’-li). Roku 1369 byla na územích připojených k říši založena provincie Šen-si (zahrnovala i dnešní provincie Kan-su a Ning-sia), roku 1371 S’-čchuan, roku 1382 Jün-nan. Roku 1413 byla z částí Chu-kuangu, Jün-nanu a S’-čchuanu utvořena provincie Kuej-čou. V letech 1407–1428 existovala na území severního Vietnamu provincie Ťiao-č’.
Provincie spravovaly tři úřady – provinční administrativní úřad (v čele s jedním nebo dvěma vedoucími pu-čeng š’) řídil civilní správu, regionální vojenská komise velela místním vojenským jednotkám a kontrolní úřad (v čele s vedoucím an-čcha-š’) dozíral na všechno dění. Provinční kontrolní úřad se postupem doby soustředil na soudní agendu. S vojenskými i civilními úkoly byli do provincií vysíláni velcí koordinátoři sün-fu a výše postavení nejvyšší velitelé cung-tu. Mívali tituly ministra nebo náměstka ministra a nejvyššího kontrolora, což je stavělo nad běžné provinční úředníky.
Provincie se členily na prefektury fu, případně i kraje čou.

## Provincie říše Čching

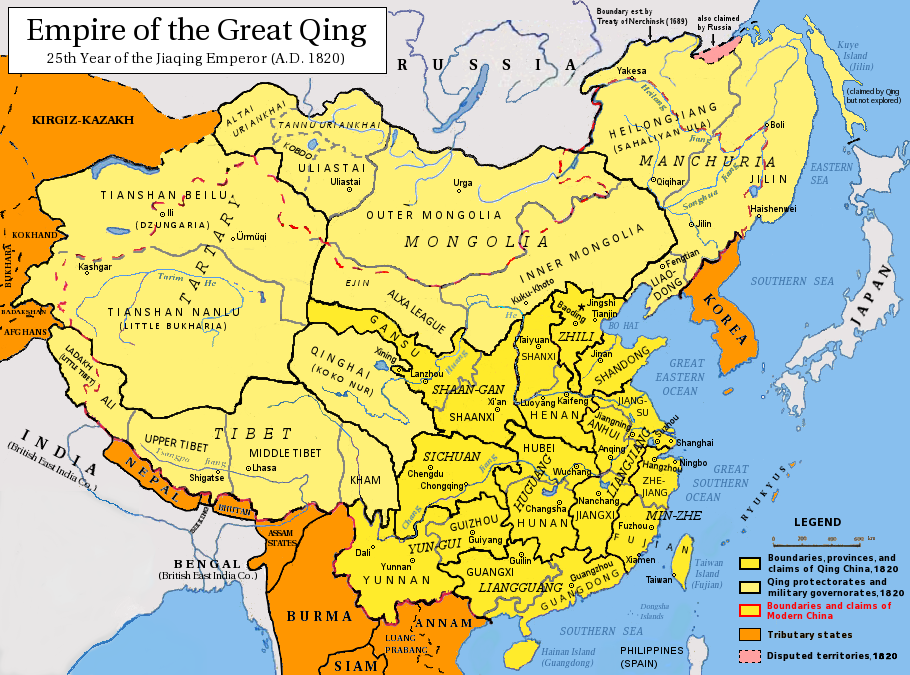
Členění říše Čching

Mandžuská říše Čching, která roku 1644 nahradila Mingy, provinční rozdělení země převzala. Postupně provedla několik změn. Z jižní metropolitní oblasti kolem Nankingu vznikla provincie Ťiang-nan, roku 1666 rozdělená na An-chuej a Ťiang-su. Roku 1664 byl Chu-kuang rozdělen na provincie Chu-pej a Chu-nan. Od Šen-si se odtrhla provincie Kan-su. 
K dalším změnám došlo až koncem 19. století. Roku 1884 vznikla provincie Sin-ťiang, roku 1885 získal status provincie ostrov Tchaj-wan, o deset let později dobytý Japonskem. Od roku 1907 fungovala provincie Feng-tchien (dnešní Liao-ning), zbytek Mandžuska byl rozdělen mezi provincie Ťi-lin a Chej-lung-ťiang.
V čele čchingských provincií stál provinční guvernér sün-fu, kterému podléhal zástupce guvernéra či provinciální správce pu-čeng-š’, stojící v čele civilní správy provincie, a o stupeň níže stojící provinční soudce an-čcha-š’. Na jednu nebo více provincií dohlížel generální guvernér cung-tu, který měl převážně vojenské úkoly a byl nadřízený provinčním guvernérům.

## Provincie Čínské republiky

Členění Čínské republiky

Po vzniku Čínské republiky došlo k vícero změnám. Na východě vznikly provincie Si-kchang (části Tibetu a S’-čchuanu) a Čching-chaj, na severu Ning-sia, na místě dnešního Vnitřního Mongolska existovaly provincie tři a devět v Mandžusku.

## Provincie Čínské lidové republiky
Čínská lidová republika je rozčleněna na 34 celků první (neboli provinční) úrovně. Provincií je formálně 23, fakticky však pouze 22, jelikož Tchaj-wan je pod kontrolou Čínské republiky. Dále existuje 5 autonomních oblastí, 4 přímo spravovaná města a 2 zvláštní správní oblastí. 
Provincie se člení na celky druhé (prefekturní) úrovně, městské prefektury, prefektury, autonomní kraje; výjimečně obsahují též celky postavené výše než prefektury – subprovinční města, subprovinční autonomní prefekturu a subprovinční nové obvody.
V čele provincie stojí provinční vláda vedená guvernérem. Fakticky je zodpovědná provinčnímu výboru Komunistické strany Číny v čele s tajemníkem.
V letech 1949–1954 byla Čínská lidová republika rozdělena na šest velkých administrativních oblastí, který podléhaly provincie (a přímo spravovaná města) jako správní celky druhé úrovně.